# Зубчатая железная дорога в Будапеште
Зубчатая железная дорога в Будапеште официально называется «Трамвайный маршрут номер 60».

## История

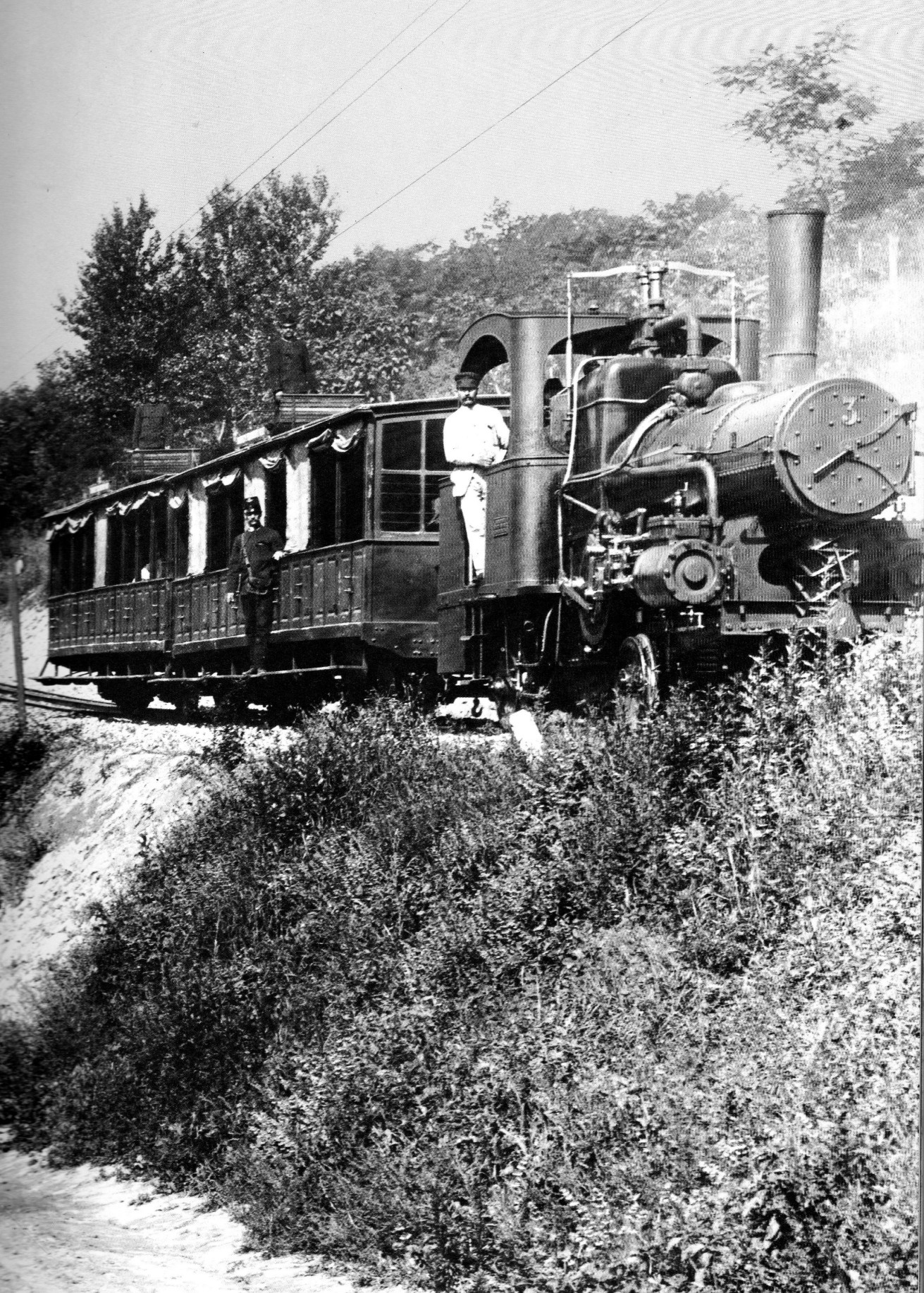
Зубчатая железная дорога в 1896 году

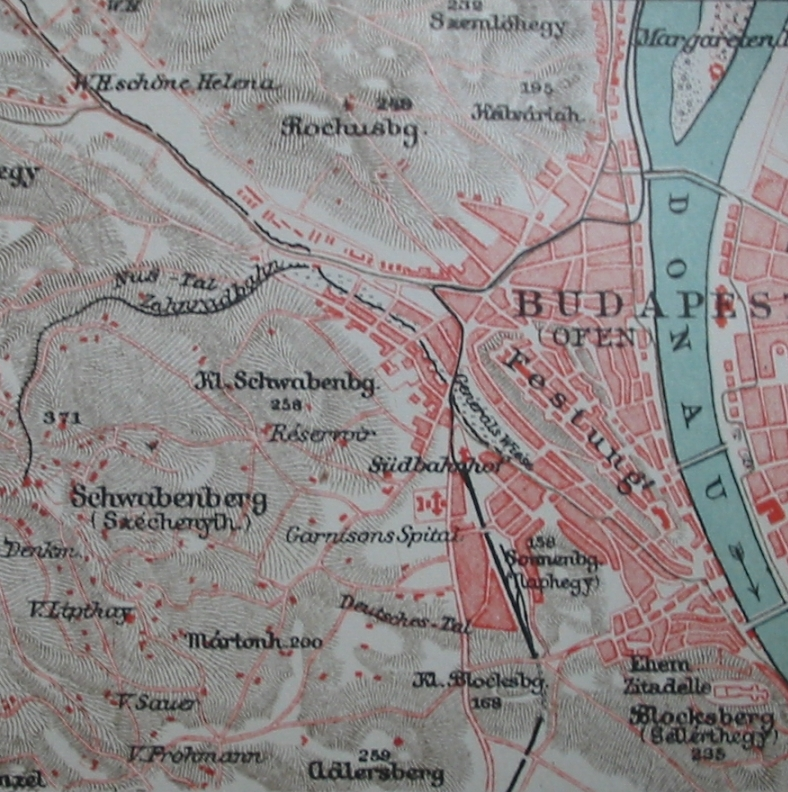
Зубчатая железная дорога на карте 1905 года (Zahnradbahn)

Начиная с 1868 года в Будапеште регулярно ходили конки, работа которых была организована Budai Közúti Vaspálya Társaság (~ Ассоциация общественного транспорта Буды). Никлаусу Риггенбаху (конструктор первой европейской зубчатой железнодорожной линии Вицнау — Риг, которая была открыта в 1871 году) со своими коллегами-представителями Internationale Gesellschaft für Bergbahnen было поручено представить проект зубчатой железной дороги в городе. Разрешение на строительство было выдано 3 июля 1873 года, строительство линии началось сразу же. В эксплуатацию дорога была введена уже в следующем году. Первый пробный трамвай вышел из депо в 16:00 24 июня 1874 года, а регулярное движение началось на следующий день после этого.
Поскольку работа зубчатой железной дороги оказалась успешной, был поднят вопрос о продлении линии. План продления был принят в 1890 году. Линия была проложена дальше в сторону горы Сечени, и теперь её длина в целом составляла 3700 метров. Муниципальная транспортная компания BSzKRt получила железную дорогу в свою собственность в 1926 году. Начиная со 2 июля 1929 года новые электротрамваи ходили каждые 15 минут. В 1973 году на линии была проведена полная реконструкция, после которой вся она была переведена на зубчатое зацепление системы Strub, тогда же были поставлены новые трамваи.
Железная дорога и по сей день является частью общественного транспорта Будапешта.

## Галерея

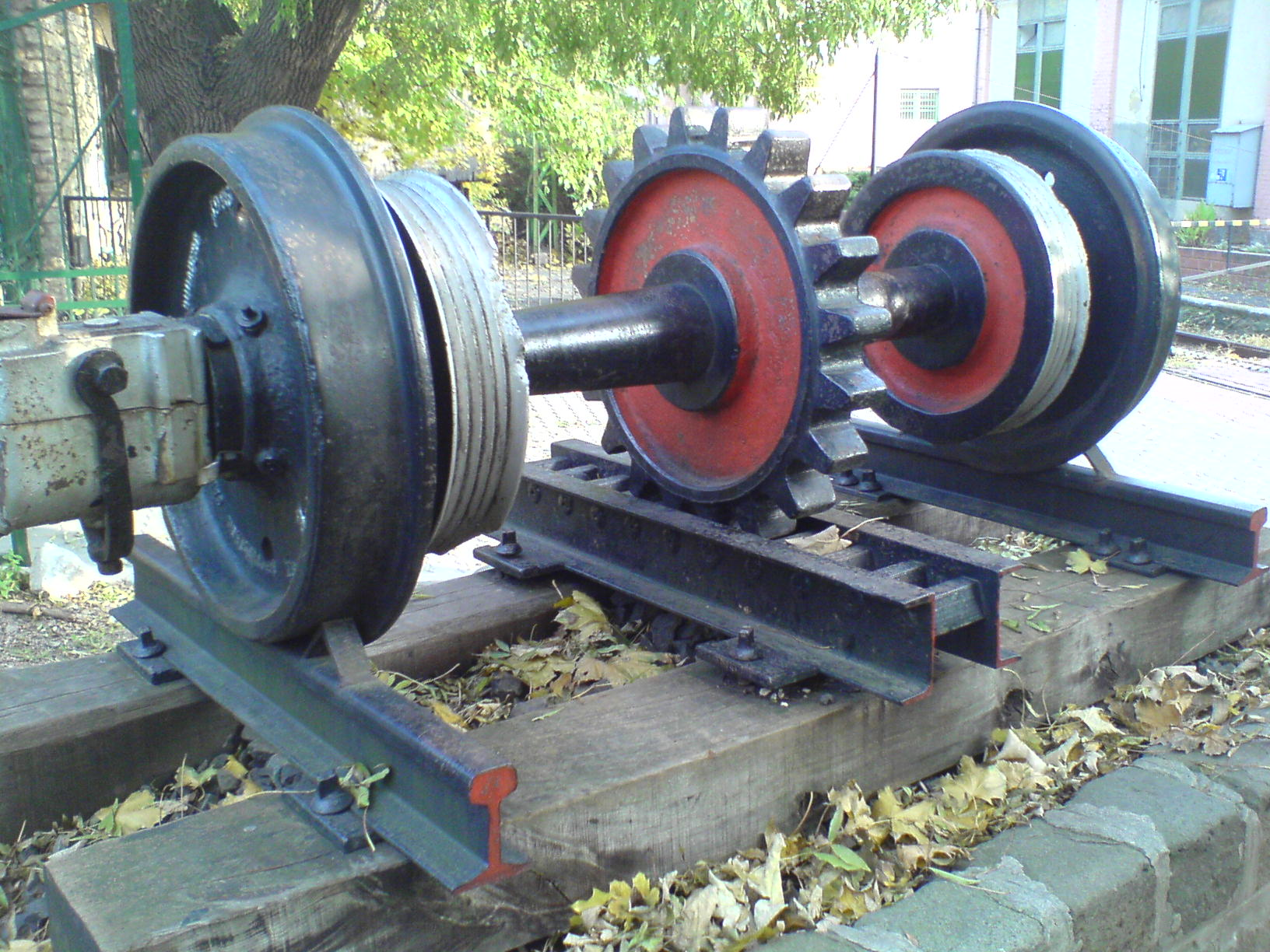
Зубчатое колесо
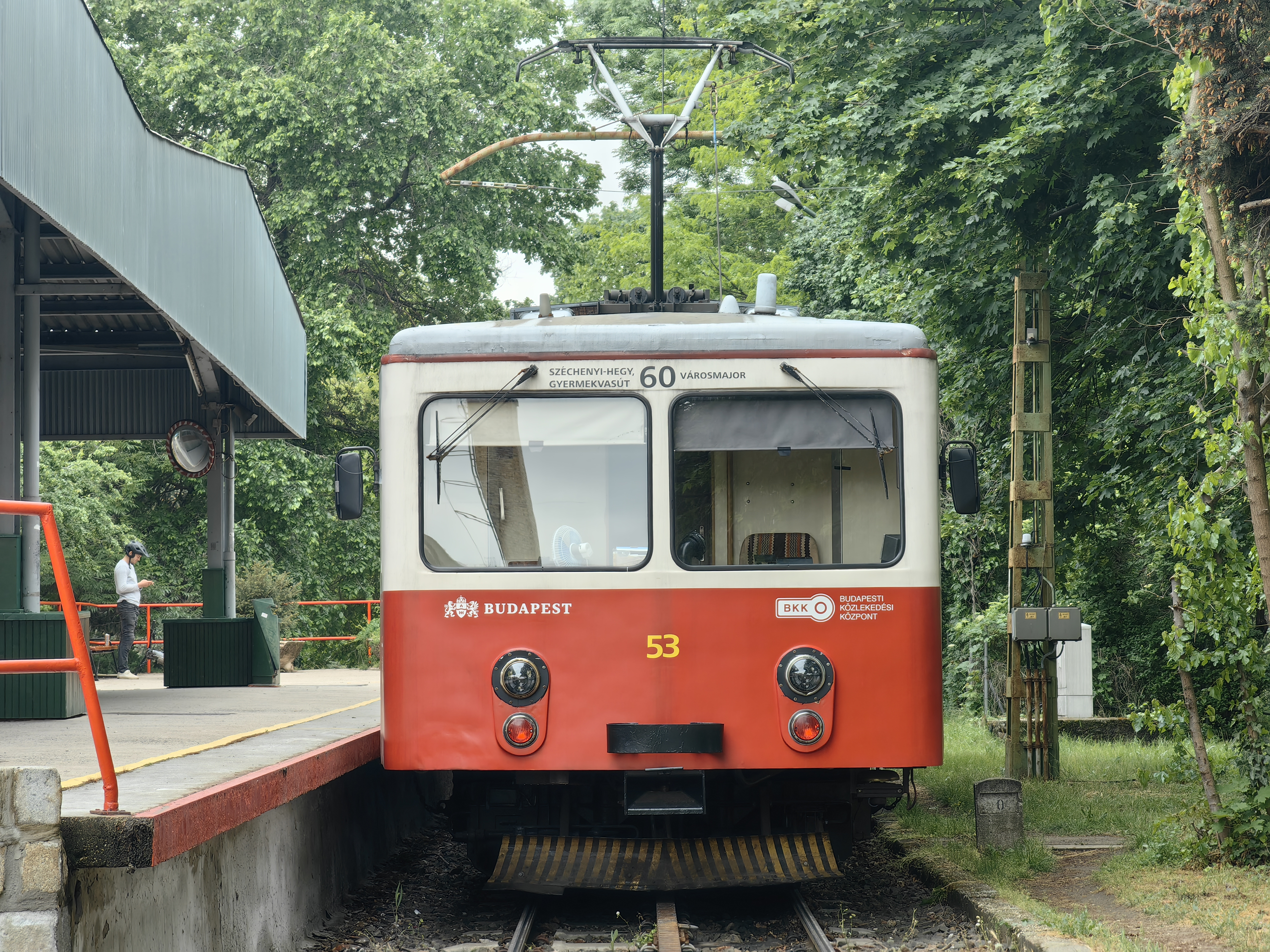
Зубчатая железная дорога в Будапеште